# Ngọc Thành
Ngọc Thành là một xã thuộc huyện Giồng Riềng, tỉnh Kiên Giang, Việt Nam

## Địa lý
Xã Ngọc Thành có vị trí địa lý:
- Phía đông giáp xã Ngọc Thuận
- Phía tây và phía nam giáp xã Ngọc Chúc
- Phía bắc giáp xã Thạnh Lộc.

Xã Ngọc Thành có diện tích 24,75 km², dân số năm 2020 là 9.498 người, mật độ dân số đạt 384 người/km².

## Hành chính
Xã Ngọc Thành được chia thành 6 ấp: Kinh Xuôi, Ngã Năm, Ngọc Lợi, Ngọc Trung, Sáu Song, Sáu Trường.

## Lịch sử
Ngày 14 tháng 11 năm 2001, Chính phủ ban hành Nghị định số 84/2001/NĐ-CP về việc thành lập xã Ngọc Thành trên cơ sở 2.397 ha diện tích tự nhiên và 8.039 nhân khẩu của xã Ngọc Chúc.